# علی‌عباس قدیروف
علی‌عباس گل‌عباس اوغلو قدیروف (۱۳ فوریه ۱۹۴۶، باکو - ۸ مارس ۲۰۰۶، باکو) بازیگر اهل کشور جمهوری آذربایجان بود. از فیلم‌هایی که وی در آنها بازی کرده‌است می‌توان به فیلم بابک اشاره نمود.